# Stabat Mater (roman)
Pour les articles homonymes, voir Stabat Mater (homonymie).
Stabat Mater est un roman de Tiziano Scarpa dont l'action se déroule au début du XVIIIe siècle à Venise, à l'orphelinat Pio Ospedale della Pietà de Venise.
Cet ouvrage a reçu le prix Strega en 2009.

## Résumé
Cecilia a seize ans, c'est une des pensionnaires de l'Ospedale della Pietà, où elle est cloîtrée depuis qu'elle est née, abandonnée en langes par la mère. Elle a pris l'habitude, la nuit, d'aller se réfugier dans un recoin isolé, et d'y écrire des lettres à sa mère qu'elle n'a jamais connue. En réalité, plus que d'écrire des lettres, il s'agit de poser sur papier ses pensées, sa tentative de comprendre le monde extérieur, qu'elle ne connaît qu'à travers le filtre imposé par les bonnes sœurs.
Comme toutes les pensionnaires, Cecilia est une musicienne, elle joue du violon, et a atteint un très bon niveau dans l'exécution. Cependant, le vieux prêtre qui a pris soin de son éducation musicale n'est depuis un certain temps plus en mesure de stimuler la créativité des interprètes, qui continuent invariablement et de façon lassante à exécuter toujours les mêmes morceaux.
Tout change quand arrive un nouveau maître : il s'agit d'un jeune prêtre aux cheveux roux, Antonio Vivaldi, qui fait découvrir à ses élèves, et en particulier à Cecilia, les possibilités offertes par la musiques de leur faire connaître et voir des lieux et des états d'âme inconnus.
Grâce à Vivaldi et à sa musique, Cecilia trouvera le courage de changer sa situation et de fuir de l'institut à la recherche d'elle-même.

### Source
- (it) Cet article est partiellement ou en totalité issu de l’article de Wikipédia en italien intitulé « Stabat Mater » (voir la liste des auteurs).